# Северный Мармарош

Северный Мармарош (жёлтый) как часть Закарпатской области Украины, с границами районов (до 2020 г.)

Се́верный Мармарош (укр. Північна Мармарощина, рум. Maramureșul de Nord) — историко-географический регион, который включает в себя восточную половину Закарпатской области Украины. До декабря 1918 года это была часть комитата Мармарош в составе Венгерского королевства.
С 1920 по 1945 год регион принадлежал Чехословакии как часть Подкарпатской Руси, 15 марта 1939 года был провозглашён частью независимой Карпатской Украины, затем до 1944 года
оккупирован Венгрией, в 1945 году передан Союзу ССР (включён в состав Украинской ССР), с 1991 — часть Закарпатской области Украины.
Мармарош был разделён на северный, который вошёл в состав Украинской ССР, и южный, который вошёл в состав Румынии, по реке Тиса.
Сейчас большинство населения северного Мармароша украинцы. На протяжении почти всего XX века коммуникации между Северным и Южным Мармарошем были ограничены. После падения коммунизма в Европе, и благодаря дружественным отношениям между правительствами Украины и Румынии, начато восстановление мостов через Тису, и контактов между жителями двух регионов.
Мармарош — почти полностью закрытая горами долина. Единственный способ попасть в Мармарош не через горы — следовать долиной реки Тиса. География региона определила его историческое развитие. Мармарош значительную часть своей истории был мало связан с другими регионами Европы и жил очень отдельной жизнью.
Площадь Закарпатской области Украины составляет 12 880 км². Население — 1 287 400 человек (на 1999 год). Закарпатье разделено на 13 районов и 5 городов областного значения. Из них к Северному Мармарошу относятся 4 района и 1 город областного значения, а также часть Иршавского района (Долгое, Кушница, Лисичево, Сухая, Бронька) и два села Свалявского района (Керецки и Березники). Что составляет приблизительно 7 000 км² и 470 000 человек:
- город Хуст население 35 500 человек
- Хустский район население 94 800 человек
- Межгорский район население 50 700 человек
- Тячевский район население 172 700 человек
- Раховский район население 91 300 человек
- села Иршавского района 20 000 человек
- села Свалявского района 7 500 человек